# مراد ناجي
مراد ناجي حسين (مواليد 12 يونيو 1991) لاعب كرة قدم قطري من أصل أردني والذي يلعب في دوري نجوم قطر بجانب نادي الريان [[]][2]. وهو خريج أكاديمية أسباير .
لعب سابقاً مع أندية الريان وقطر و الجيش وأم صلال والدحيل والوكرة.

## نادي الدحيل
كان يلعب في نادي الجيش وفي عام 2017 صدر قرار بدمج نادي لخويا مع نادي الجيش تحت مسمى نادي الدحيل و انظم بعدها إلى نادي الدحيل و لعب معهم موسمين و بعدها أعير إلى نادي أم صلال ونادي الوكرة .

## وصلات خارجية
- مراد ناجي على موقع Soccerway.com (الإنجليزية)

1. ↑  Murad Naji player profile. Al Rayyan official website. نسخة محفوظة 04 مارس 2016 على موقع واي باك مشين.
2. ↑  QSL.com.qa - Murad Naji [وصلة مكسورة] نسخة محفوظة 21 مارس 2020 على موقع واي باك مشين.
3. ↑  ASPIRE Academy for Sports Excellence - Where ASPIRE Graduates Are نسخة محفوظة 18 مارس 2012 على موقع واي باك مشين.